# Euscorpiidae
Euscorpiidae jsou čeleď štírů vzniklá spojením čeledí Scorpiopsidae a Chactidae. Po revizi obsahuje 11 rodů a 50 druhů. Tito štíři jsou neškodní a jejich jed neohrožuje člověka na zdraví. Většinou se vyskytují v lesích a pralesích. Rody Euscorpius a Scorpiops často žijí na místech s chladnou zimou nebo v horských oblastech, kde jsou nuceny přečkávat i teploty pod bodem mrazu.